# Тоаджер
Тоаджер (рум. Toager) — село у повіті Тіміш в Румунії. Входить до складу комуни Джієра.
Село розташоване на відстані 418 км на захід від Бухареста, 43 км на південний захід від Тімішоари.

## Населення
За даними перепису населення 2002 року у селі проживали 389 осіб.
Національний склад населення села:
| Національність | Кількість осіб | Відсоток |
| -------------- | -------------- | -------- |
| румуни         | 346            | 88,9%    |
| цигани         | 24             | 6,2%     |
| угорці         | 7              | 1,8%     |
| німці          | 7              | 1,8%     |

Рідною мовою назвали:
| Мова      | Кількість осіб | Відсоток |
| --------- | -------------- | -------- |
| румунська | 346            | 88,9%    |
| циганська | 24             | 6,2%     |
| угорська  | 10             | 2,6%     |